# Balatonboglár
Balatonboglár [ˈbɒlɒtonboɡlaːr] (deutsch historisch: Sankt Egidi) ist eine Stadt zwischen Balatonlelle und Fonyód am Südostufer des Balaton in Ungarn. Sie liegt im Komitat Somogy und hat ca. 6.000 Einwohner.
Balatonboglár verfügt über einen kleinen Hafen und einen Bahnhof. Die Stadt ist auf Tourismus ausgerichtet und liegt am flachen Ufer des Sees. Neben einem Wiesenstrand mit Beachvolleyballfeldern und einem Minigolfplatz mit zwölf Löchern gibt es auch einen Tretbootverleih.
Während des Zweiten Weltkrieges gab es in Balatonboglár – einzigartig in Europa – eine polnische Hochschule und ein Lyzeum. Auch lebten zu dieser Zeit in Camps um Balatonboglár eine Reihe französischer évadés, aus deutschen Lagern geflohene Kriegsgefangene.
Seit 2000 besteht eine Gemeindepartnerschaft zu Bönnigheim in Baden-Württemberg.

## Geschichte
Die Region um den Balaton ist seit rund 6000 Jahren besiedelt. Balatonboglár wurde urkundlich erstmals 1211 erwähnt. Seit Ende des 19. Jahrhunderts hat sich der Ort zu einem der größten Urlaubszentren am Balaton entwickelt, und so wurde im Jahre 1904 in Balatonboglár der erste Badeverein gegründet. 1912 wurde die Stadt zum Heilbad erwählt. Etwa zu dieser Zeit entstand auch der neue Hafen, der heute einer der größten Segelboothäfen am Balaton ist. Das älteste erhaltene Baudenkmal ist das 1835 erbaute klassizistische Herrenhaus (Szabadsag utca 14), es bildet heute das Zentrum des staatlichen Weingutes. BB – Balatonboglári Borgazdasagi Rt. ist das größte Weinanbauunternehmen der Region Südbalaton.
1978 vereinigte sich Boglár mit Lelle zu Boglárlelle, trennte sich jedoch 1991 wieder.
Die 1932 erbaute katholische Kirche bildet das Zentrum der Stadt. Im Garten der Kirche befindet sich seit 2004 ein Denkmal für Ministerpräsident Pál Teleki (1879–1941), das ursprünglich für den Innenhof der Budapester Burg vorgesehen war, jedoch nach Protesten hierher verlegt wurde.

## Sehenswürdigkeiten
- Der kugelförmige Aussichtsturm auf dem Berg über der Stadt
- Evangelische Kirche
- Die Rote und die Blaue Kapelle mit Ausstellungen
- Das südlich von Balatonboglár gelegene Weinkundemuseum im Schloss Szölöskislak

## Feste
In Balatonboglár gibt es jährlich im Sommer zwei große Feste. Bei der Balaton-átúszás, der Balatonüberquerung, schwimmen die Teilnehmer 5,2 km von Révfülöp am Nordufer des Balatons in Richtung Boglár. Die Boglári Szüret, die Boglárer Weinlese, ist ein Weinfest, auf dem Weine aus der gesamten Balaton-Region vertreten sind. Es findet jährlich um den 20. August statt. Der letzte Abend wird mit einem Feuerwerk und einer Lasershow beendet.

## Söhne und Töchter
- Béla Schick (1877–1967), ungarischer Kinderarzt
- János Urányi (1924–1964), ungarischer Kanurennsportler und Olympiasieger
- Panna Udvardy (* 1998), ungarische Tennisspielerin